# Jan Młodziejowski
Jan Młodziejowski herbu Ślepowron (zm. w 1576 roku w Sandomierzu) – biskup nominat chełmski, kantor, podkustoszy i kanonik sandomierski, kustosz opatowski, opat koprzywnicki, kustosz opatowski, proboszcz św. Piotra w Sandomierzu, w Obrazowie i Jankowicach.